# Parada de los Martínez
Parada de los Martínez är en ort i Mexiko.   Den ligger i kommunen Zaragoza och delstaten San Luis Potosí, i den centrala delen av landet, 300 km nordväst om huvudstaden Mexico City. Parada de los Martínez ligger 1 983 meter över havet och antalet invånare är 298.
Terrängen runt Parada de los Martínez är lite kuperad. Runt Parada de los Martínez är det ganska glesbefolkat, med 31 invånare per kvadratkilometer. Närmaste större samhälle är Santa María del Río, 18,5 km söder om Parada de los Martínez. Omgivningarna runt Parada de los Martínez är i huvudsak ett öppet busklandskap.